# Daniel Ostrogski
Daniel Ostrogski (zm. po 1366) – pierwszy książę na Ostrogu na Wołyniu, protoplasta rodu Ostrogskich, ojciec Teodora.

## Biografia
Nie jest jasne z jakiej gałęzi dynastii Rurykowiczów się wywodził. Kasper Niesiecki, XVIII wieczny genealog, uważał go za synowca (bratanka) Daniela Halickiego. Mógł też być synem Mścisława Daniłowicza, a więc wnukiem Daniela Halickiego. Adam Naruszewicz pisał, że Daniel Ostrogski był starostą przemyskim z nadania Kazimierza III Wielkiego. Jednakże w 1344 wezwał on Tatarów do walki przeciw Polakom. Ostatecznie sprzymierzył się z księciem wołyńskim Lubartem. Dostał od niego Ostróg, w którym wzniósł zamek. Według Wojtowycza w latach 1352–1366 był księciem chełmskim.